# Hendrikus van Bussel
Hendrikus "Driekske" van Bussel (* 18. November 1868 in Asten, Nordbrabant; † 27. April 1951 in Helmond) war ein niederländischer Bogenschütze.
Van Bussel nahm an den Olympischen Spielen 1920 in Antwerpen teil und gewann mit der Mannschaft eine Goldmedaille im Wettbewerb Bewegliches Vogelziel, 28 Meter.